# Lagermanska villan
Lagermanska villan är en byggnad vid Kapellgatan på Väster i Jönköping, som tidigare varit Sofia prästgård.
Lagermanska villan byggdes 1875 som bostad för Alexander Lagerman, eventuellt efter ritningar av Lagerman själv. Det är uppfört i en och en halv av timmer med gulmålad liggande fasspontpanel och locklistpanel, samt med veranda med lövsågeridetaljer. Huset har ett sadeltak med tvåkupigt taktegel. 
Huset tillbyggdes 1937.
Byggnaden var Sofia församlings prästgård 1928-1971. Byggnaden ligger indragen från gatulinjen och omges av en stor trädgårdstomt.